# Mirsad Baljić
Mirsad Baljić (Sarajevo, 4 de março de 1962) é um ex-futebolista bosníaco, que atuou pela ex-Iugoslávia, medalhista olímpico.

## Carreira
Defendeu o Željezničar durante a maior parte da carreira. Jogou também na Suíça, por Sion, Zürich e Luzern.
Pela ex-Iugoslávia, Baljić jogou a Eurocopa de 1984, as Olimpiádas do mesmo ano, e a Copa de 1990.